# Super 6 Baseball Softball 2018
Super 6 Baseball Softball 2018 was een evenement voor de top-6 Europese landenteams in het honkbal en softbal dat van 18 tot en met 23 september onder auspiciën van de WBSC Europe (de fusie tussen CEB en ESF) werd georganiseerd. Plaats van handeling was het “ETO Ballpark” in Hoofddorp, gemeente Haarlemmermeer, Noord-Holland, Nederland.
Het was voor het eerst dat dit evenement werd georganiseerd. De deelnemers in het honkbal waren de top-6 van het Europees kampioenschap honkbal (mannen) 2016 en bij softbal de top-6 van het Europees kampioenschap softbal (vrouwen) 2017.
De finale in het honkbaltoernooi werd bereikt door de Europese grootmachten Italië en Nederland, respectievelijk tien- en tweeëntwintigvoudig Europees kampioen op 34 edities, waarbij deze twee landen 18 keer in de finale tegen elkaar stonden en 25 keer de top-2 vormden. De wedstrijd, die als enige op de slotdag stond geprogrammeerd, werd wegens weersomstandigheden afgelast en de groepsstand bepaalde uiteindelijk de eindrangschikking. Nederland werd de eerste winnaar van de Super-6 honkbal, in de groepsfase werden alle vier de gespeelde wedstrijden gewonnen, de match tegen België werd ook vanwege de weersomstandigheden afgelast. De nummer twee, Italië, won ook vier wedstrijden en verloor van Nederland. België eindigde op de vierde plaats, zij wonnen alleen van Duitsland.
De finale in het softbaltoernooi werd een dag eerder ook al wegens weersomstandigheden afgelast en de groepsstand bepaalde uiteindelijk de top-2. Tsjechië, dat alle vijf de groepswedstrijden zegevierend had afgesloten, werd de eerste winnaar van de Super-6 softbal. Het was ook de eerste softbaltitel van dit land, dat bij de EK twee keer zilver (beide keren achter Italië) had veroverd en zes keer brons had behaald. Italië, tienvoudig Europeeskampioen en dat vier groepswedstrijden had gewonnen, eindigde als tweede. De beide andere plaatsingswedstrijden hadden nog wel doorgang kunnen vinden. Nederland eindigde als vierde na verlies in de wedstrijd om de 3e plaats tegen Groot-Brittannië.

## Deelname
| Honkbal    | Honkbal   |            | Softbal          | Softbal |
| ---------- | --------- | ---------- | ---------------- | ------- |
| 1e EK 2016 | Nederland | 1e EK 2017 | Nederland        |         |
| 2e EK 2016 | Spanje    | 2e EK 2017 | Italië           |         |
| 3e EK 2016 | Italië    | 3e EK 2017 | Groot-Brittannië |         |
| 4e EK 2016 | Duitsland | 4e EK 2017 | Tsjechië         |         |
| 5e EK 2016 | Tsjechië  | 5e EK 2017 | Rusland          |         |
| 6e EK 2016 | België    | 6e EK 2017 | Griekenland      |         |

## Uitslagen

### Groepsfase
| Honkbal               | Honkbal     | Dag          | Softbal                        | Softbal  |
| --------------------- | ----------- | ------------ | ------------------------------ | -------- |
| Italië - Duitsland    | 11-1 (7)    | 18 september | Tsjechië - Italië              | 3-2      |
| Spanje - België       | 13-1 (7)    | 18 september | Groot-Brittannië - Griekenland | 7-3      |
| Nederland - Tsjechië  | 7-6         | 18 september | Nederland - Rusland            | 13-1 (5) |
| Italië - België       | 7-4         | 19 september | Tsjechië - Rusland             | 5-4      |
| Spanje - Tsjechië     | 12-7        | 19 september | Italië - Groot-Brittannië      | 6-0      |
| Nederland - Duitsland | 13-1 (7)    | 19 september | Tsjechië - Griekenland         | 6-5      |
|                       |             | 19 september | Italië - Nederland             | 4-3 (8)  |
| Tsjechië - België     | 15-10       | 20 september | Rusland - Griekenland          | 7-2      |
| Spanje - Duitsland    | 12-7        | 20 september | Tsjechië - Groot-Brittannië    | 2-0      |
| Nederland - Italië    | 9-8 (10)    | 20 september | Italië - Rusland               | 8-0 (5)  |
|                       |             | 20 september | Nederland - Groot-Brittannië   | 8-3      |
| België - Duitsland    | 7-6         | 21 september | Nederland - Griekenland        | 14-4 (4) |
| Italië - Tsjechië     | 25-10 (5)   | 21 september | Groot-Brittannië - Rusland     | 5-3 (8)  |
|                       |             | 21 september | Italië - Griekenland           | 9-1 (5)  |
| Italië - Spanje       | 8-5         | 22 september | Tsjechië - Nederland           | 1-0 **   |
| Duitsland - Tsjechië  | 5-4         | 22 september |                                |          |
| Nederland - Spanje    | 12-10 (8) * | 22 september |                                |          |
| Nederland - België    | afgelast *  | 22 september |                                |          |

* Nederland - Spanje werd op 21 september wegens weersomstandigen gestaakt (na de 1e inning bij 3-0 stand) en op de 22e uitgespeeld
* Nederland - België werd op 22 september afgelast wegens weersomstandigen. De wedstrijd werd niet meer gespeeld
** Tsjechië - Nederland werd op 21 september wegens weersomstandigen gestaakt (in de 1e helft van de 2e inning bij 0-0 stand) en op de 22e uitgespeeld
Groepsstanden
| Honkbal   | Honkbal | Pos. | Softbal          | Softbal |
| --------- | ------- | ---- | ---------------- | ------- |
| Nederland | 4-0     | 1    | Tsjechië         | 5-0     |
| Italië    | 4-1     | 2    | Italië           | 4-1     |
| Spanje    | 3-2     | 3    | Nederland        | 3-2     |
| België    | 1-3     | 4    | Groot-Brittannië | 2-3     |
| Duitsland | 1-4     | 5    | Rusland          | 1-4     |
| Tsjechië  | 1-4     | 6    | Griekenland      | 0-5     |

### Plaatsingswedstrijden
| Honkbal      | Honkbal                      | Honkbal    | Dag          | Softbal      | Softbal               | Softbal |
| ------------ | ---------------------------- | ---------- | ------------ | ------------ | --------------------- | ------- |
|              |                              |            | 22 september | 5e-6e plaats | Griekenland - Rusland | 5-4     |
| 3e-4e plaats | Groot-Brittannië - Nederland | 3-2        | 22 september |              |                       |         |
| 1e-2e plaats | Tsjechië - Italië            | afgelast * | 22 september |              |                       |         |
| 1e-2e plaats | Nederland - Italië           | afgelast * | 23 september |              |                       |         |

* Beide finalewedstrijden werden afgelast wegens weersomstandigen. De wedstrijden werden niet meer gespeeld, de groepsstanden bepaalden de einduitslag